# Mistrzostwa Świata w Narciarstwie Alpejskim 1974 – kombinacja mężczyzn
Kombinacja mężczyzn na 23. Mistrzostwach Świata w Narciarstwie Alpejskim została rozegrana w dniach 5 - 10 lutego 1974 roku. Tytułu sprzed dwóch lat nie obronił Włoch Gustav Thöni, który tym razem nie ukończył rywalizacji. Nowym mistrzem świata został Austriak Franz Klammer, drugie miejsce zajął Andrzej Bachleda-Curuś z Polski, a brązowy medal zdobył Wolfgang Junginger z RFN.
Kombinację ukończyło 15. zawodników. Żeby zostać sklasyfikowanym zawodnik musiał ukończyć trzy pozostałe konkurencje: zjazd, giganta i slalom. 

## Wyniki
| Pozycja | Zawodnik                 | Państwo        | Zjazd | Gigant | Slalom | Wynik  |
| ------- | ------------------------ | -------------- | ----- | ------ | ------ | ------ |
| 01 !    | Franz Klammer            | Austria        | 5,66  | 20,40  | 41,82  | 67,88  |
| 02 !    | Andrzej Bachleda-Curuś   | Polska         | 28,50 | 23,96  | 25,89  | 78,35  |
| 03 !    | Wolfgang Junginger       | RFN            | 39,79 | 23,06  | 26,16  | 89,01  |
| 4       | Miloslav Sochor          | Czechosłowacja | 47,42 | 41,01  | 38,64  | 127,07 |
| 5       | Seppo Leppäniemi         | Finlandia      | 39,02 | 62,49  | 50,33  | 151,84 |
| 6       | Maciej Gąsienica Ciaptak | Polska         | 49,58 | 60,67  | 46,13  | 156,38 |
| 7       | Dušan Gorišek            | Jugosławia     | 42,81 | 78,12  | 40,79  | 161,72 |
| 8       | Roman Dereziński         | Polska         | 67,15 | 62,38  | 32,89  | 162,42 |
| 9       | Ossi Marxer              | Liechtenstein  | 50,88 | 72,95  | 46,76  | 170,59 |
| 10      | Dan Cristea              | Rumunia        | 60,02 | 80,25  | 36,36  | 176,63 |
| 11      | Chris Womersley          | Nowa Zelandia  | 58,41 | 90,43  | 56,08  | 204,92 |
| 12      | Ross Ewington            | Nowa Zelandia  | 73,54 | 91,54  | 71,60  | 236,68 |
| 13      | Aleksiej Gołubkow        | ZSRR           | 61,68 | 99,68  | 85,27  | 246,63 |
| 14      | Zeno Lampe               | Holandia       | 80,36 | 130,22 | 99,06  | 309,64 |
| 15      | Ahmet Kibil              | Turcja         | 99,21 | 142,67 | 100,28 | 342,16 |